# ライセンスフリーラジオ
ライセンスフリーラジオは、資格不要な無線という意味である。
しかし、アマチュア無線のように趣味として不特定の相手と音声通信（交信）することを呼ぶことが多く、本記事ではこれについて解説する。

## 概要

### 資格の要らない無線
日本では無線局には総務大臣の免許を要するのが原則である。
無線局免許状には、「通信の相手方」があり免許人所属の無線局又は業務上必要な無線局とされ不特定の相手との交信はできず、操作も無線従事者又はその監督による者が行うのが原則である。
免許を要しない無線局は、この例外で無線従事者は不要で無線機（トランシーバー）も入手が容易なので、レジャーや営利・非営利の事業を問わず「特定の相手としか交信しない」、「音声通信以外の通信にも用いられる」業務無線同様に利用されている。
従って、他の通信に混信や妨害を与えないようにしなければならない。
また「不特定の相手と交信できる」ことは「他人の通信に割り込んでよい」ことではなく、無線通信は先に行っているものが優先するのが原則である。

### 名称について（呼称について）
資格が不要であるということから、ライセンスフリーという呼称が多く使われるようになってきたが、これは、2010年代に入って無線雑誌などの表題にこの語が使用されるようになったからである。それ以前はフリーライセンスとよばれており、それを略してフリラなどとも呼ばれていたが、これは、無料（お金のかからない）という意味になり明らかに誤訳である。無線雑誌からの再掲記事もあることから発行時以前から呼ばれていたものであろうが、20世紀には無かった用語といえる。
また、ライセンスフリーラジオに携わる人をフリーラー（フリラー若しくはフリラなど）と呼ぶことがあり、かつてはCBer（シーバー　CB無線（市民ラジオ）を運用する人という意味）と呼ばれていた。
無線機メーカーのウェブサイトの製品紹介にも使用例が見られる。複数の種類の特定小電力無線局用の無線機を生産することとなり、これらを総合する名称として使用したのがうかがえる。

### 種類
使用されるのは電波法第4条のただし書き各号に規定される免許不要局によるものであり、各号の分類に従い列挙する。
但しパーソナル無線は「免許を要する簡易無線局」の一種であるが、「ライセンスフリーラジオ」の一種として紹介されることが多く併せて解説する。
#玩具トランシーバー（第1号 - 微弱無線局）
#CB無線（第2号 - 市民ラジオ）
特定小電力無線局（第3号 - 小電力無線局の一種）
#特定小電力トランシーバー #デジタル小電力コミュニティ無線
#デジタル簡易無線（第4号 - 登録局）
#パーソナル無線（番外）

### 適合表示無線設備
玩具トランシーバーを除き、特定無線設備の技術基準適合証明等に関する規則により認証された機器である適合表示無線設備でなければならないので、技適マークの表示のある無線機を使用しなければならない。
- 技適マークは1995年（平成7年）4月に制定されたもの[5]でこれ以前は別の表示による。

技術基準には、「一の筐体に収められており、容易に開けることができないこと」

（空中線（アンテナ）が外付けできるものなど一部例外がある。）とされている 
メーカーでは容易に開けられないようにするため、封印や特殊ねじ（トルクス）を用いて固定することなどで対応している。技術基準の中では、容易に開けられないことまでは明文化されているが、分解してはならないという規定はなく、また封印を外したことにより技適マークの効力が切れるなどという情報が一部で流布されているが、少なくとも技術基準の中でそこまで規定されているというわけではない（技適マーク#規制事項も参照）。
旧技術基準の適合表示無線設備は、
- 「平成17年11月30日」[10]までに認証されたもの
- 経過措置[11]により、旧技術基準で「平成19年11月30日」までに認証されたものである。

すなわち、CB無線と特定小電力トランシーバーで、
- 技適マークのないもの
- 技適マークがあるが旧技術基準で認証されたもの

であるが，他の無線局の運用に妨害を与えない場合に限り，当分の間は使用できる。

### 送信時間制限
特定小電力無線局は混信防止機能の一つとして送信時間が制限される。
簡易無線の送信時間は5分以下とされ、無線機に自動的に設定されている。
運用法にもあるように、長々と送信し続けることをしてはならない。

## 特徴

### 玩具トランシーバー
微弱無線局も参照
玩具（おもちゃ）の無線機のことで「玩トラ」、「おもトラ」などとも呼ばれる。
1950年（昭和25年）の電波法制定当初から微弱無線局の規定はあったが用途については不明確なものがあった。
1955年（昭和30年）のラジコンバス発売が契機になり、1957年（昭和32年）に郵政省令（現・総務省令）電波法施行規則が改正され、用途などを規定する告示も制定された。
ここで、電波法施行規則第6条第2号のものが、
- 無線設備から500mの距離で電界強度が200μV/m以下
- ラジコン発振器又はラジオマイク用
- 変調方式は振幅変調（AM）又は周波数変調（FM）
- 周波数は13.56Mc、27.12Mc又は40.68Mc[注釈 1]
- 壁で囲まれた建築物の内部又は建築物から500m以上離れた場所で使用

とされた。
この規定を敷衍した27.12MHzと40.68MHzのトランシーバーが市場に出回っている。
なお、13.56MHzは1998年（平成10年）において、距離の制限は2008年（平成20年）において削除された。27.12MHzではCB無線と交信できる。
これ以外のものは電波法施行規則第6条第1号の規定が適用される。
1986年（昭和61年）から3mの距離で、
- 322MHz以下は500μV/m以下
- 322MHzを超え10GHz以下は35μV/m以下

である。322MHzを超えるものは音声通信用としては実用にならないほどである。
従前の基準は、周波数にかかわらず100mの距離で15μV/m以下であったが経過措置は改正後10年までであり、すでに失効している。
法的に何らかの表示をする義務は無く、製造・販売業者による微弱無線設備証明を取得済みであることの自主的な表示、もしくはこの証明を登録した団体が発行する微弱無線マーク（ELPマーク）の表示によるしか確認方法はない。
玩具であり容易に入手できるが、簡略化した回路に安価な部品を使用しているので電気的特性は必ずしも良好ではない。粗雑な構造のものも多く長期使用に耐える、信頼性の高いものでもない。また近年ではインターネット等による輸入が増加するにつれ、日本の規格に適合しないものもみられるようになった。
総務省は、微弱電波の範囲を超える無線機が流通し他の無線局に障害を与える事例が発生していることから、市販されている無線機を試買して測定する「無線設備試買テスト」を実施しており、微弱電波の範囲を超える無線機について電波利用ホームページで公表している。
公表された無線機を使用することは不法無線局を開設したことになり、電波法違反となる。

### CB無線
市民ラジオも参照
1961年（昭和36年）に簡易無線の一種として制度化された。電波法令上は「市民ラジオの無線局」という。
米国のCitizens Band Radio Serviceにならったもので「CB無線」と略して表記されることが多い。
変調方式はAM、周波数は27MHz帯の最大8波（チャンネル）、空中線電力（出力）は最大0.5Wで当初から変わらない。
1970年代後半頃からアメリカ向けの車載無線機による不法CB無線（電波法令上は不法市民ラジオという。）による妨害を受けるようになった。
1983年（昭和58年）に免許不要局となり簡易無線局の免許は失効した。
この時点での規定が基本的に存続している。
- アンテナは、2m以下のホイップ型に限られ取り外しできず外部アンテナは接続できない。
- 無線機器型式検定規則による検定に合格した機器（検定機器といい、検定マークの表示が必須）の使用が条件であったが、適合表示無線設備によるものとなった。但し、検定機器は技術基準適合証明を受けたとみなされた。
- 通信の相手方が「簡易無線局（市民ラジオ）」であったが、この制限はなくなった。
- チャンネル番号は電波法施行規則にある周波数順によることが慣例化している。
- 7チャンネルは27.12MHzで、玩具トランシーバーと交信できる。
- 不法CB無線はCitizens Band Radio Service#North American/CEPT frequenciesにある周波数を使用している。3チャンネル（27.04MHz）、8チャンネル（27.144MHz）は、この周波数から離れており、混信を逃れる為この二つのチャンネルの使用頻度が高い。

アマチュアバンドの28MHz帯に近接し、電波伝搬も類似する。
遠距離の局との交信が期待でき、山頂同士や海を挟んだ陸地など条件を選べば100kmを超える交信も可能である。
市民ラジオの制度#出荷台数に見る通り、旧技術基準によるものは改正前に出荷はなくなり、新技術基準によるものは2010年（平成22年）から少数製造されているが、中小企業による半受注生産か技術力のある個人が既製品を改造したものである。
この為、他の種類と比較し希少かつ高価になり入手困難となって、業務用として導入できるものでなくなり趣味としての使用が殆どである。

### 特定小電力トランシーバー
無線電話用特定小電力無線局も参照
1989年（平成元年）制度化。
特小と略して表記されることが多い。
周波数帯がUHFなのでCB無線になぞらえて「UHFCB」と呼ばれることもある。
電波型式（変調方式）、周波数、空中線電力および通信方式を規定する総務省告示に基づき電波産業会（略称はARIB、旧称は電波システム開発センターで略称はRCR）が標準規格「RCR STD-20 特定小電力無線局 無線電話用無線設備」を策定している。
変調方式はFMが主、周波数は12.5kHz間隔で単信方式が422MHz帯の最大20チャンネル、復信方式は421MHz帯と440MHz帯の組合せで最大27チャンネル、出力は最大10mW、アンテナは取り外せず外部アンテナも使用不可である。機種により送信時間制限30秒又は通信時間（送信時間と受信時間の和）制限3分が設定されている。
チャンネル番号は「STD-20」に規定はあるが、後述の各種のデジタル無線のように呼出チャンネルとされる周波数は無い（無線家たちは、14ch(ALINCO表記L-03)を使用することが多い）。また制度化当初に郵政省（当時）のガイドラインでレジャー用とビジネス用の二種類が設定された経緯があり、メーカーや製造時期により異なるので使用前に確認することを要する。
アマチュアバンドの430MHz帯の上下に近接し、電波伝搬も類似する。スポラディックE層による異常伝播は期待できないが、対流圏にラジオダクトが発生した場合に400kmを超える交信例がある。
一部の有志が山頂、建物の屋上などに中継器（レピータ）を設置しており、これを利用（半複信方式という。復信方式のものを半複信方式に設定して利用する。）して障害物を越えるより遠距離の交信が期待できる。
無線電話用特定小電力無線局#出荷台数により台数が確認できる2002年（平成14年）以降を見ても毎年20万台以上が出荷されている。安価なものは数千円台からあり、容易に購入できてレンタルを扱う業者も多い。レジャー・事業、また屋内・屋外の別無く多用され、他の種類のものと比較し最も普及していると言える。これは他の通信に混信や妨害を与える機会が多いということでもある。

### デジタル簡易無線
デジタル簡易無線も参照
2008年（平成20年）制度化、2009年（平成21年）登録開始。
DigitalとCR（Convenience Radio、簡易無線）と合わせて
一般的には、
「DCR」などと呼称されている。
デジタル簡易無線には免許局と登録局があるが、免許局の通信の相手方は「免許人所属の簡易無線局」であり不特定の相手の交信はできない。
呼出名称記憶装置が搭載されており、電波が発射されると自動的かつ利用者が認識できない形で送信される。従って登録申請をせずに使用すれば不法無線局を開設したことになり、電波法違反となる。また電波利用料の納付も義務となる。
周波数帯は351MHz帯で周波数間隔は6.25kHz、計35チャンネル（その内，5チャンネルはスカイスポーツ専用）。独自の混信防止機能としてキャリアセンス機能（他局の電波を受信している間は送信不能とする機能）が搭載される。
無線設備規則およびこれに基づく告示により、ARIBが標準規格「ARIB STD-T98 デジタル簡易無線局の無線設備」を策定している。
変調方式は三種類規定されているが、商品化されたものは四値周波数偏位変調（4値FSK）である。音声のコーデックは無線設備規則には規定されていないが、「STD-T98」には当初から「この規格に準拠すればケンウッドの特許の実施を無条件で許諾する」旨の注意がある。この特許はAMBE:Advanced Multi-Band Excitation（英語版）方式といい、アイコムやバーテックススタンダード（現・八重洲無線）はじめ各メーカーは、こぞって利用している。
ところが2011年（平成23年）アルインコは参入する際に、AMBE方式とは別に独自のRALCWI:Robust Advanced Low Complexity Waveform Interpolation（英語版）方式の併売を開始した。併売は以後も続いており、音声コーデックは二つの方式が存在している。
- RALCWI方式はアルインコ以外のメーカーは採用しておらず少数派といえる。事業用としてはともかく、趣味としては特に理由のない限り多数派のAMBE方式を使用する。
- AMBE方式は変調方式ごとの占有帯域幅にもよるが音声の圧縮効率には優れているものの自然さや明瞭さに欠け、放送事業用連絡無線では従前の方式（アナログ変調のFM）と比較し「機械的でこもったような声、鼻声」などの評価があり、この改善にコーデックのエンコード（送信側）とデコード（受信側）に改良を加えた事例[29]がある。業務無線であれば改良した無線機に一斉に取り替えればすむが、趣味では強制することはできずメーカー毎に異なる改善方式が混在することになる。「特定のメーカーの無線機の音がいい」[30]という説があるのも根拠のないことではない。
- 35チャンネルは、陸上のみで使用する30チャンネルと上空使用もできる5チャンネルに分かれ、陸上用は最大出力5Wでアンテナは取り外せ外部アンテナも使用可、上空用は最大出力1Wでアンテナは取り外せず外部アンテナも使用不可である[24]。
- 上空用はスカイスポーツの隆盛に伴い設定されたもので飛行の安全を確保する目的がある。混信や妨害を与えるのは墜落の危険もありスカイスポーツ以外での使用は避けるべきものである。
- DCRにて一部秘話コードを設定しないと，「ライセンスフリー局と交信できない。」といった，誤った情報が拡散されている[要出典]。現在までそのような事実は全くなく、ライセンスフリー局用秘話（27144）のコード設定は、任意設定で運用すると言うスタンスで現在まで運用されている。

出力が5Wのものには携帯形ばかりではなく車載形もあり、玩具や特定小電力無線局の無線機より高価であるが、登録人以外の使用が可能で、無線機を取り扱うレンタル業者があり個人間での貸借もできる。また包括登録制度により任意の時点で無線機を追加または削減することができる。
351MHz帯の電波伝搬はアマチュアバンドの430MHz帯に類似すると思われる。アンテナを外付けできるので性能の良いものを使用すれば遠距離交信できる可能性が高くなる。山頂同士や海を挟んだ陸地など条件を選べば200kmに迫る交信も可能である。
簡易無線#沿革デジタル局数の推移により、三年周期でしか確認できないが、平成26年度で172,443局、平成29年度で378,831局が登録されている。無線局等情報検索では、個人や一般企業・団体ばかりでなく官公署、消防団、医療機関、警備業者などの登録が確認でき、総務省の「非常通信確保のためのガイド・マニュアル」にある通り、災害時に貸与される無線機でもある。また中継器を介してIP無線と接続できるもの、データ通信に特化したものなど企業・団体の通信網の一翼を担うものもある。
つまり、他の種類のものより公共性が高く混信や妨害を与えないよう最も注意する必要がある。

#### チャンネルについて
「STD-T98」では変調方式を数字、用途を英字で表す種別コードを規定しており、陸上用は「3R」、上空用は「3S」である。チャンネル番号は周波数順に1～30およびS1～S5と規定している。351.2875MHz（15チャンネル）は呼出チャンネルと呼ばれ、ユーザーコード(UC)や、秘話コードは使用できない。
また、2023年にチャンネルの増波がなされた。以下に詳細を示す。
- 通常チャンネル：30ch→82ch
- 上空チャンネル：5ch→15ch

### デジタル小電力コミュニティ無線
デジタル小電力コミュニティ無線（Digital- lowpower community radio）一般的には【LCR】と呼称されている。
動物検知通報システム用特定小電力無線局も参照
2018年（平成30年）に人・動物検知通報システム用特定小電力無線局の用途拡大に伴い、ARIBが策定した標準規格「ARIB STD-T99 特定小電力無線局150MHz帯　人・動物検知通報システム用無線局の無線設備」に「デジタル小電力コミュニティ無線」として新たに規格化されたものである。
基となる告示には変調方式の規定が無く、周波数割当ての範囲内で間隔が6.25kHzと、周波数偏移は上下限の規定があるのみでチャンネル数は不定であり、最大出力の規定も無い。
送信時間制限は1分。商品化されたものは変調方式は4値FSK、周波数偏移を最小に抑え142MHz帯と146MHz帯に計18チャンネルを確保、出力は0.5W、アンテナは取り外せ外部アンテナも使用可であるが、絶対利得が2.14dB以下でなければならない。
呼出チャンネルは18チャンネル（146.984375MHz）になっている。
GPSを利用した相手の無線機を確認できる位置情報検索機能がある。
この機能は常時動作しており停止することはできない。
野生動物監視、ドッグマーカー、登山者検知通報などと周波数帯を共用しており、これらの機器を使用しているところでは使用を最小限に控えるべきである。
アマチュアバンドの144MHz帯の上下に近接し、電波伝搬も類似すると思われる。

### パーソナル無線
1982年（昭和57年）制度化、900MHz帯を利用する簡易無線である。
通信の相手方は「簡易無線局（パーソナル無線）」とされ不特定の相手と交信できる。変調方式FM、チャンネルは80又は158、最大出力5WでMCA方式により特定のチャンネルを独占できない。呼出名称記憶装置の搭載と電波利用料の納付はデジタル簡易無線と同様である。
2015年（平成27年）11月末で周波数の割当期限が到来して新規開設・再免許はできず、既設局が免許の有効期限まで使用できるのみである。
「スペシャル機」と呼ばれる不法改造機も多く、これはもちろん免許の有効期限切れの無線機の使用は不法無線局を開設したことになり、携帯電話通信を妨害する意志があったとみなされ「重要無線通信妨害」として単なる不法開設よりも重く罰せられることがある。
2021年12月頃完全に廃止された。

## コールサイン
無線局の免許制度とは関係無いため、総務省がコールサインを指定することはない。
そこで、CB無線が簡易無線であった時の構成に準じて「地域名（北海道の支庁・都府県・市町村名）+ 英字（1～2字）+数字（1～4字）」と自称している人が多い。
- 市民ラジオの制度#変遷にあるように、地域毎に英字の「A」又は「AA」から順次指定されていた。免許の失効後の使用を禁止する規定は無く使用し続けることは随意であった。

新規に名乗る際は過去の使用者と重複する可能性があるので若い英字を避けるのが無難である。不法CB無線が勝手なニックネームを名乗っているので、区別するための自主的な行為であったのが、他の種類のものに広がったということである。

## 活動
趣味の活動であり公的な団体も無く、使用者数に関して信頼できる統計は得られないが、無線雑誌の記事や関連書籍、無線機の出荷状況や登録局数、有志のウェブサイトなどからみて増加傾向にあるとはいえる。
無線機の出力が最大でも5Wで、アンテナが取外しできないか小形のものしか接続できず、見晴らしのよい山や河川敷など屋外に移動して運用することが多い。
これはアマチュア無線でいうQRP運用に通ずるものがある。
大別すると遠距離通信（アマチュア無線でいうDX通信）をすることと単に交信を楽しむこと（アマチュア無線でいうラグチュー）の二つになる。DX通信をするには、事前に日時や運用場所やチャンネルの設定が必要で、不特定の相手ではなくDX通信を専門にしている人（アマチュア無線家でいうDXer）同士の交信ということになる。ラグチューにしても交信局数を増やすならオンエアデイ（特定の日の一斉運用）やロールコール（一斉点呼）に参加する。結局、インターネットなどで情報を集め能動的に参加しないと「交信相手がいない」、「いつも同じ人しか交信できない」ということになる。

### 運用法
免許不要であることは、電波法第9章の罰則が適用されないという意味ではない。
不法行為をおこさぬよう、下記の事項に留意する。
- 虚偽の通信をしない。特に事件・事故を装う通信で他人を動かすことは、「偽計業務妨害」や「威力業務妨害」にも問われることになる。
- 不特定の人に聞かれていることを意識して、暴力的な内容や卑猥な言動の通信はしない。
- #概要の繰返しになるが業務無線同様に利用されているものもあり、思わぬ形で混信や妨害を与えないよう使用前には傍受して確認する。
- デジタル簡易無線でキャリアセンス機能が動作していれば（PTTスイッチを押しても送信できなければ）、そのチャンネルは使用中ということである。
- ユーザーコードや秘話機能を動作させていると他者の使用に気づかないこともあり、状況に応じてそれらの機能を停止し傍受して確認する。
- 特定小電力無線局[23]と簡易無線[14]には送信時間制限があり、呼出チャンネルには業務通信としての使用者を含め多数の局が待機している可能性がある。呼出チャンネルで長々と通信しない[39]、アマチュア無線のコンテストのように用件のみ伝えるなど簡潔な運用をこころがける。
- 業務通信の妨害になるからと停止を要請されたら従うべきであり、特に災害時はこれに従い傍受に努める。
- 屋外での運用は、キャンプなどの屋外活動と同様な注意に加え、既存の業務通信の妨害になるなど無線機の使用を禁止している場所があることに留意する。